# 江藤鋪
江藤 鋪（えとう つらぬ、1861年4月5日〈万延2年2月26日〉 - 1938年〈昭和13年〉3月）は、大日本帝国陸軍軍人。最終階級は陸軍少将。族籍は熊本県士族。功三級。

## 経歴
1861年（万延2年）、肥後国（現・熊本県）士族・江藤観三の二男として生まれる。1877年（明治10年）6月、陸軍幼年学校を卒業し、1879年（明治12年）に旧5期生として陸軍士官学校に入学した。1882年（明治15年）12月、陸軍砲兵少尉に任ぜられ、1889年（明治22年）7月からイタリアへ留学をした。
1893年（明治26年）に帰朝後、1900年（明治33年）中佐に進み、1901年（明治34年）7月、要塞砲兵射撃学校長に補された。1903年（明治36年）5月には大佐に進み、同年12月、東京湾要塞砲兵連隊長に任ぜられた。
日露戦争が勃発すると徒歩砲兵第1連隊長を経て、第3軍隷下の野戦重砲兵連隊長として出征した。旅順攻囲戦の主力砲兵部隊として、奉天会戦では独立重砲兵旅団として戦った。戦後は、要塞砲兵射撃学校長に再任し、重砲兵第3連隊長を経て、1910年（明治43年）3月、陸軍少将に進級と同時に基隆要塞司令官に補され、同年11月に予備役編入となった。

## 人物
原籍は熊本県熊本市薬園町。山口県下関市貴船町に居住していた。

## 栄典
- 1886年（明治19年）11月27日 - 従七位[10]

## 家族・親族
江藤家
- 父：江藤観三[4]
- 母：不詳
  - 兄：樹（1856年 - ?）[4][7]
  - 妹：すえ（1866年 - ?）[11]
  - 妹：しか（1874年 - ?）[11]
  - 弟：三生（1878年 - ?）[4][11]
- 妻：マス[4]あるいはます[7]（1879年 - ?、江島伊助の長女）[4][7]
  - 長女：仁子（1897年 - ?、下関市会議員・江島鐡雄の妻）[4]
  - 二女：義（1902年 - ?、海軍中将・阿部勝雄の妻）[4][12]
  - 長男：禮（1904年 - 1983年、鹿島建設常務）[13][14]
  - 二男：智（1907年 - 1982年、官僚、参議院議員）[4]
  - 三女：信子（1914年 - ?、保安工業社長・山崎愛三の妻）[4][15]